# Cabot House
La Cabot House è una delle 12 residenze per studenti "undergraduate" presenti ad Harvard.
Prende il nome da Thomas e Virginia Cabot, benefattori dell'università. Si compone di sei edifici distinti: Bertram Hall (1901), Eliot Hall (1906), Whitman Hall (1911), Barnard Hall (1912), Briggs Hall (1923), and Cabot Hall (1937); di cui gli ultimi quattro collegati da un sistema di tunnel sotterranei. Attualmente nel complesso vivono 358 studenti. Il motto è Semper Cor (Sempre Cuore).

## Inquilini celebri
- Stockard Channing
- Lindsay Crouse
- Benazir Bhutto
- Rivers Cuomo
- Greg Daniels
- Ellen Goodman
- Soledad O'Brien
- Bonnie Raitt
- Mira Sorvino